# (pre)orden de especialización
En la rama de las matemáticas conocida como topología, el preorden de especialización o preorden canónico es un preorden natural de un conjunto de puntos de un espacio topológico.

## Definición y motivación
En matemáticas, dado cualquier espacio topológico X, el preorden de especialización se define por
x ≤ y si y solo si c({x}) ⊆ c({y})
aquí c(.) es el operador de clausura de Kuratowski en X. Éste es un preorden; es un orden parcial si y solamente si el espacio X es T0, y trivial (un orden chato) si y solamente si es un espacio T1. cualquier función continua entre dos espacios topológicos debe ser, para los respectivos preórdenes de especialización, monótona, el inverso es, por supuesto, falso en general. Pero debe verse la topología de Alexandrov.
Debe tenerse en cuenta que este orden es exactamente Scott-compatible opuesto del usado generalmente en la teoría de anillos, que sigue, incorrectamente, la inclusión conjuntista de ideales. Es incorrecto porque, los ideales son conjuntos cero,  debemos seguir el orden de las funciones características.